# Zebulon Baird Vance

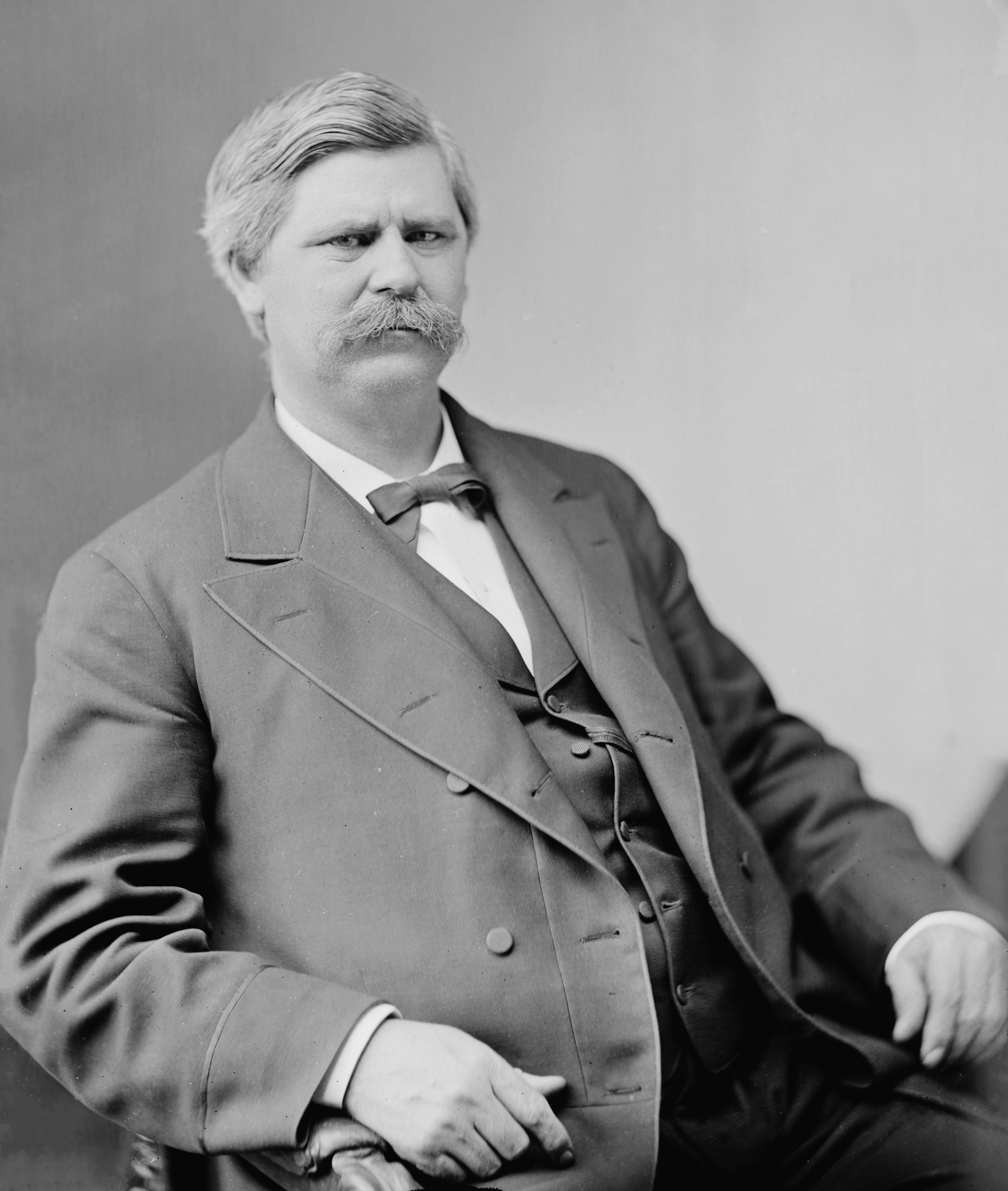
Zebulon Baird Vance

Zebulon Baird Vance (* 13. Mai 1830 bei Asheville, North Carolina; † 14. April 1894 in Washington, D.C.) war ein US-amerikanischer Politiker und der 37. sowie der 43. Gouverneur von North Carolina. Diesen Bundesstaat vertrat er außerdem in beiden Kammern des Kongresses.

## Frühe Jahre und politischer Aufstieg
Zebulon Vance entstammte einer reichen Familie, die mehrere Sklaven beschäftigte. Er besuchte das Washington College in Tennessee und studierte anschließend an der University of North Carolina at Chapel Hill Jura. Ab 1852 war er Staatsanwalt im Buncombe County.
Zwischen 1854 und 1856 war er Abgeordneter im Repräsentantenhaus von North Carolina. Von 1858 bis 1861 vertrat er den achten Kongresswahlbezirk seines Staates im US-Repräsentantenhaus in Washington. Als klar wurde, dass sich North Carolina der Konföderation anschließen würde, gab er seinen Sitz auf. Er kehrte nach North Carolina zurück und trat als Hauptmann (Captain) in die Armee der Südstaaten ein. Dort erreichte er den Rang eines Obersts (Colonel), kehrte aber bereits 1862 in das zivile Leben zurück und kandidierte für das Amt des Gouverneurs von North Carolina.

## Gouverneur von North Carolina während des Bürgerkriegs
Vance schaffte 1862 den Wahlsieg und wurde 1864 in seinem Amt bestätigt. Seine gesamte Amtszeit war überschattet von den Kriegsereignissen. Dabei ging es beispielsweise um die Rekrutierung neuer Soldaten oder die Beschaffung von Nachschub und Proviant für die Armee. Als Resultat der Kriegskosten konnten ab 1863 die öffentlichen Schulen und Universitäten nicht mehr finanziert werden. Sie blieben bis zur Amtszeit von Gouverneur Tod Robinson Caldwell (1871–1874) geschlossen. Vance scheute aber auch nicht die Konfrontation mit der Regierung der Konföderation und deren Präsident Jefferson Davis. Ähnlich wie Joseph E. Brown in Georgia war auch er bestrebt, die Rechte seines Staates gegen die von Jefferson geführte Regierung zu behaupten. Er lehnte es auch ab, Waren, die durch die Blockade ins Land geschmuggelt wurden, direkt weiterzuleiten, ohne dass nicht North Carolina seinen Anteil bekam.

## Zweite Amtszeit als Gouverneur und Wahl zum Senator
Am 13. Mai 1865 wurde Vance von Unionssoldaten gefangen genommen und für zwei Monate in Washington als Anhänger der Sezession inhaftiert. Im Jahr 1867 wurde er offiziell begnadigt. Anschließend wurde er als Rechtsanwalt tätig. Bereits 1868 kehrte er in die Politik zurück. In diesem Jahr war er Delegierter zur Democratic National Convention in New York, auf der Horatio Seymour als Präsidentschaftskandidat nominiert wurde. Im Jahr 1870 wurde er erneut in den Kongress gewählt, trat dieses Mandat aber nicht an.
Seine politische Karriere setzte er fort, als er 1876 noch einmal zum Gouverneur von North Carolina gewählt wurde. Seine letzte Amtszeit begann am 1. Januar 1877 und endete am 5. Februar 1879, als er in den US-Senat gewählt wurde. In seiner Amtszeit sorgte er für eine Haushaltskonsolidierung. Er baute das Bildungswesen weiter aus und förderte den Ausbau des Eisenbahnnetzes. 
Nach seinem Rücktritt als Gouverneur im Februar 1879 trat er für die Demokraten sein Mandat im US-Senat an. Vance blieb von 1879 bis zu seinem Tod im Jahr 1894 im Senat und gehörte mehreren Ausschüssen an. Er war zweimal verheiratet und hatte insgesamt vier Kinder. Sein älterer Bruder Robert war ebenso Kongressabgeordneter wie ihr Onkel, der ebenfalls den Namen Robert B. Vance trug.